# 200-ті
Правління Септімія Севера  в Римській імперії. У Китаї править династія Хань, в Індії — Кушанська імперія, у Персії — Парфянське царство.
Римляни ведуть війни у Шотландії на північ від Адріанового валу.
У Китаї тривають сутички між військовими лідерами пізньої Хань.
На території лісостепової України Черняхівська культура. У Північному Причорномор'ї готи й алани.

## Події
- Римською імперією править Септімій Север (з 193 до 211).